# Sacanyet
Sacanyet (en castellà i oficialment, Sacañet, i en la parla xurra, Secañet) és un municipi del País Valencià que es troba a la comarca de l'Alt Palància.

## Geografia
El seu terme municipal se situa en el vessant septentrional de la serra de Bellida (1.321 m) o d'Andilla. Hi destaquen accidents geogràfics com ara el cim de las Peñas del Diablo (1.471 m) o nombroses coves i avencs, com ara la Cova de la Murciénaga i la del Pueblo. Disposa de diverses fonts, com ara la de la Salada, la Carrasca, la Teja i Salinas, a més d'un bon nombre d'antics pous de neu, entre els quals el més important és el de los Frailes.

### Nuclis de població
- Sacanyet
- Canals

### Localitats limítrofes
Limita amb Begís, Xèrica, Teresa, El Toro (a la mateixa comarca) les Alcubles i Andilla (a la comarca de Els Serrans)

### Accessos
Des de la ciutat de València s'accedix a esta població prenent l'A-23, continuant per la N-234 i posteriorment a l'altura de Viver es pren a l'esquerra la CV-235 i després a Teresa la CV-215. També s'hi pot accedir per l'autovia CV-35 seguint l'itinerari: València (eixida per la pista d'Ademús) - Llíria - les Alcubles - Sacanyet. Està situada a 60,7 km de València i 85,1 de Castelló de la Plana.

## Història
Fins al segle xix pertanyé a l'orde de Montesa. Es va separar de Begís en 1842. L'aturada i el decreixement de la població han caracteritzat l'evolució demogràfica des de finals del segle xviii, sempre amb una tendència descendent.

## Demografia
| 1890 | 1910 | 1920 | 1930 | 1940 | 1950 | 1960 | 1970 | 1981 | 1991 | 2000 | 2002 | 2004 | 2006 | 2008 | 2010 |
| ---- | ---- | ---- | ---- | ---- | ---- | ---- | ---- | ---- | ---- | ---- | ---- | ---- | ---- | ---- | ---- |
| 535  | 558  | 421  | 385  | 364  | 277  | 166  | 106  | 61   | 74   | 84   | 68   | 147  | 111  | 100  | 78   |

## Economia
Les condicions del terreny, molt muntanyós, han dificultat el desenvolupament de l'agricultura. Així, els camps conreats representen en la segona mitat del segle XX un percentatge molt reduït respecte al total de terres. Les principals produccions agràries durant els segles xviii, XIX i XX foren de cereals com ara el blat, l'ordi i la civada.

## Monuments

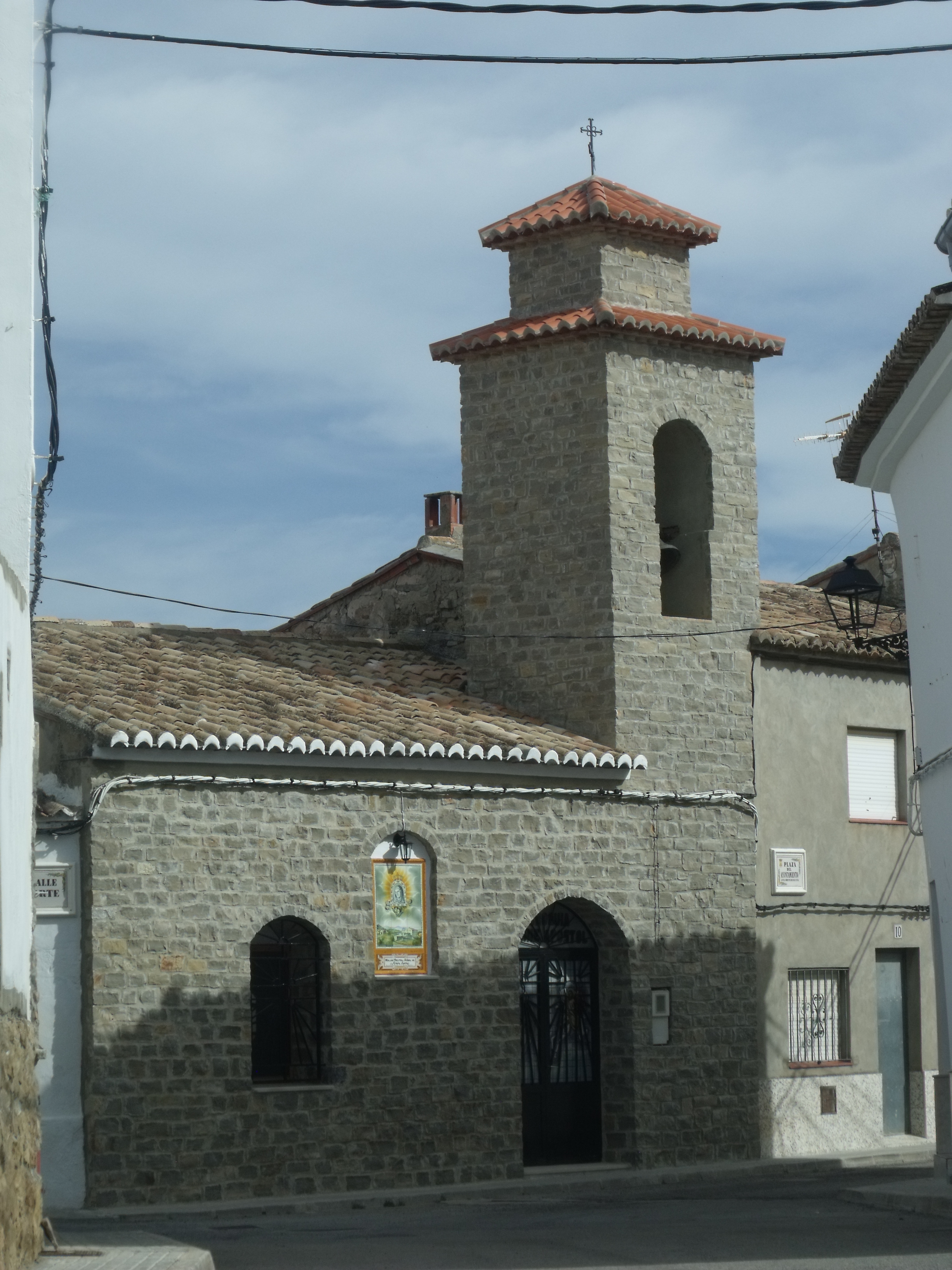
Església

- Església de Sant Isidre a Sacanyet.
- Església de Santa Bàrbara a Canals.
- Ajuntament.
- Los ventisqueros.

## Llocs d'interés
- Peñas del Diablo. Microreserva de flora.
- Font de la Salada.
- Font de la Carrasca.
- Font de la Teja.
- Las Salinas.
- La Cova de Sacanyet.

## Festes i celebracions
- Festes de Sant Isidre de Sacanyet. Del 15 al 25 d'agost.
- Festes de Santa Bàrbara de Canals. Del 20 al 31 d'agost.